# Хуліо Коцці
Хуліо Адольфо Коцці (ісп. Julio Adolfo Cozzi; 14 липня 1922, Буенос-Айрес — 25 вересня 2011, Буенос-Айрес) — аргентинський футболіст, що грав на позиції воротаря.
Виступав, зокрема, за клуби «Мільйонаріос» та «Індепендьєнте» (Авельянеда), а також національну збірну Аргентини.
У складі збірної — володар Кубка Америки.

## Клубна кар'єра
Народився 14 липня 1922 року в місті Буенос-Айрес. Вихованець футбольної школи клубу «Платенсе» (Вісенте-Лопес). Дорослу футбольну кар'єру розпочав 1941 року в основній команді того ж клубу, в якій провів вісім сезонів, взявши участь у 196 матчах чемпіонату.
Своєю грою за цю команду привернув увагу представників тренерського штабу клубу «Мільйонаріос», до складу якого приєднався 1950 року. Відіграв за команду з Боготи наступні чотири сезони своєї ігрової кар'єри. Більшість часу, проведеного у складі «Мільйонаріос», був основним гравцем команди.
Протягом 1955—1955 років знову захищав кольори команди клубу «Платенсе» (Вісенте-Лопес).
1956 року уклав контракт з клубом «Індепендьєнте» (Авельянеда), у складі якого провів наступні три роки своєї кар'єри гравця. Граючи у складі «Індепендьєнте» також здебільшого виходив на поле в основному складі команди.
Протягом 1960—1960 років захищав кольори команди клубу «Банфілд».
Завершив професійну ігрову кар'єру у клубі «Мільйонаріос», у складі якого вже виступав раніше. Прийшов до команди 1961 року, захищав її кольори до припинення виступів на професійному рівні у 1961.
Помер 25 вересня 2011 року на 90-му році життя у місті Буенос-Айрес.

## Виступи за збірну
1947 року дебютував в офіційних матчах у складі національної збірної Аргентини. Протягом кар'єри у національній команді, яка тривала 4 роки, провів у формі головної команди країни 6 матчів.
У складі збірної був учасником Чемпіонату Південної Америки 1947 року в Еквадорі, здобувши того року титул континентального чемпіона.

## Досягнення
- Чемпіон Південної Америки: 1947
- Чемпіон Колумбії (4): 1951, 1952, 1953
- Володар Кубка Колумбії (1): 1953
- Переможець Малого кубка світу[en] (1): 1953[en]